# Ligue de diamant 2022
Navigation
La 13e édition de la Ligue de diamant (en anglais : 2022 IAAF Diamond League) est une compétition d'athlétisme qui se déroule du 13 mai au 8 septembre 2022. 13 meetings figurent au programme de cette édition, les finales se déroulent les 7 et 8 septembre 2022 à Zurich. Les meetings chinois de Shanghai et Shenzhen sont annulés et remplacés par le Mémorial Kamila Skolimowska de Chorzów en Pologne

## Calendrier
Le calendrier de la Ligue de diamant 2022 est le suivant :
| #      | Date                  | Meeting                           | Stade                            | Ville      | Épreuves (H+F) |
| ------ | --------------------- | --------------------------------- | -------------------------------- | ---------- | -------------- |
| 1      | 13 mai 2022           | Doha Diamond League               | Suheim bin Hamad Stadium         | Doha       | 8 + 6 = 14     |
| 2      | 21 mai 2022           | British Grand Prix                | Alexander Stadium                | Birmingham | 6 + 8 = 14     |
| 3      | 28 mai 2022           | Prefontaine Classic               | Hayward Field                    | Eugene     | 7 + 7 = 14     |
| 4      | 5 juin 2022           | Meeting international Mohammed-VI | Complexe sportif Moulay-Abdallah | Rabat      | 7 + 7 = 14     |
| 5      | 9 juin 2022           | Golden Gala                       | Stade olympique de Rome          | Rome       | 7 + 7 = 14     |
| 6      | 16 juin 2022          | Bislett Games                     | Stade du Bislett                 | Oslo       | 8 + 6 = 14     |
| 7      | 18 juin 2022          | Meeting de Paris                  | Stade Charléty                   | Paris      | 7 + 7 = 14     |
| 8      | 30 juin 2022          | Bauhaus-Galan                     | Stade olympique de Stockholm     | Stockholm  | 7 + 8 = 15     |
| Annulé | 30 juillet 2022       | Shanghai Golden Grand Prix        | Stade de Shanghai                | Shanghai   |                |
| Annulé | 6 août 2022           | Diamond League Shenzhen           | Bao'an Stadium                   | Shenzhen   |                |
| 9      | 6 août 2022           | Mémorial Kamila Skolimowska       | Stade de Silésie                 | Chorzów    | 7 + 7 = 14     |
| 10     | 10 août 2022          | Herculis                          | Stade Louis-II                   | Monaco     | 7 + 7 = 14     |
| 11     | 26 août 2022          | Athletissima                      | Stade olympique de la Pontaise   | Lausanne   | 7 + 7 = 14     |
| 12     | 2 septembre 2022      | Mémorial Van Damme                | Stade Roi Baudouin               | Bruxelles  | 7 + 7 = 14     |
| 13     | 7 et 8 septembre 2022 | Weltklasse Zurich                 | Stade du Letzigrund              | Zurich     | 16 + 16 = 32   |

|  | Finales |  | Meeting annulé |

## Résultats

### Hommes

#### Courses
| #  | Meeting    | 100 m                          | 200 m                          | 400 m                             | 800 m/1 000 m                                        | 1 500 m/Mile                                           | 3 000/5 000 m                                                        | 110 m haies                          | 400 m haies                             | 3 000 m steeple                             |
| 1  | Doha       | -                              | Noah Lyles (USA) 19.72         | -                                 | Noah Kibet (KEN) 1:49.08 (SB)                        | Abel Kipsang (KEN) 3:35.70                             | -                                                                    | -                                    | Alison dos Santos (BRA) 47.24 (WL) (MR) | Soufiane el-Bakkali (MAR) 8:09.66 (WL)      |
| 2  | Birmingham | Aaron Brown (CAN) 10.13        | -                              | Matthew Hudson-Smith (GBR) 45.32  | Marco Arop (CAN) 1:45.41 (SB)                        | Abel Kipsang (KEN) 3:35.15                             | -                                                                    | Hansle Parchment (JAM) 13.09 (WL)    | -                                       | -                                           |
| 3  | Eugene     | Trayvon Bromell (USA) 9.93     | -                              | Michael Norman (USA) 43.60 (WL)   | -                                                    | Jakob Ingebrigtsen (NOR) 3:49.76 (WL) (Mile)           | Berihu Aregawi (ETH) 12:50.05 (WL) (MR) (PB)                         | -                                    | Alison dos Santos (BRA) 47.23 (WL)      | -                                           |
| 4  | Rabat      | -                              | Kenneth Bednarek (USA) 20.21   | -                                 | Emmanuel Wanyonyi (KEN) 1:45.47                      | Jake Wightman (GBR) 3:32.62                            | -                                                                    | -                                    | Khallifah Rosser (USA) 48.25 (MR)       | Soufiane el-Bakkali (MAR) 7:58.28 (WL) (MR) |
| 5  | Rome       | Fred Kerley (USA) 9.92         |                                | Kirani James (GRN) 44.54          | -                                                    | -                                                      | Nicholas Kimeli (KEN) 12:46.33 (WL) (MR) (PB)                        | -                                    | -                                       | Lamecha Girma (ETH) 7:59.23                 |
| 6  | Oslo       | Andre De Grasse (CAN) 10.05    | -                              | Kirani James (GRN) 44.78          | -                                                    | Jakob Ingebrigtsen (NOR) 3:46.46 (WL) (NR) (PB) (Mile) | Telahun Bekele (ETH) 13:03.51                                        | Devon Allen (USA) 13.22              | Alison dos Santos (BRA) 47.26           | -                                           |
| 7  | Paris      | -                              | Luxolo Adams (RSA) 19.82 (PB)  | Steven Gardiner (BAH) 44.21       | Benjamin Robert (FRA) 1:43.75 (PB)                   | -                                                      | Selemon Barega (ETH) 12:56.19                                        | Devon Allen (USA) 13.16              | -                                       | -                                           |
| 8  | Stockholm  | Akani Simbine (RSA) 10.02 (SB) | -                              | -                                 | Slimane Moula (ALG) 1 min 44 s 60                    | -                                                      | Dominic Lokinyomo Lobalu 7 min 29 s 49 (WL, PB) (3 000 m)            | -                                    | Alison dos Santos (BRA) 46.80 (WL, MR)  | -                                           |
| 9  | Chorzów    | Trayvon Bromell (USA) 9 s 95   | -                              | Michael Norman (USA) 44 s 11 (MR) | -                                                    | -                                                      | -                                                                    | -                                    | Alison dos Santos (BRA) 47 s 80 (MR)    |                                             |
| 10 | Monaco     | -                              | Noah Lyles (USA) 19 s 45 (MR)  | -                                 | Jake Wightman (GBR) 2 min 13 s 88 (MR, PB) (1 000 m) | -                                                      | Thierry Ndikumwenayo (BDI) 7 min 25 s 93 (NR, DLR, WL, PB) (3 000 m) | Grant Holloway (USA) 12 s 99 (SB)    | -                                       | -                                           |
| 11 | Lausanne   | -                              | Noah Lyles (USA) 19 s 56       | -                                 | -                                                    | Jakob Ingebrigtsen (NOR) 3 min 29 s 05 (WL)            | -                                                                    | Rasheed Broadbell (JAM) 12 s 99 (PB) | -                                       | Soufiane el-Bakkali (MAR) 8 min 2 s 45      |
| 12 | Bruxelles  | -                              | Erriyon Knighton (USA) 20 s 07 | -                                 | Jake Wightman (GBR) 1 min 43 s 65 (PB)               | -                                                      | Jacob Krop (KEN) 12 min 45 s 71 (WL, PB)                             | -                                    | Alison dos Santos (BRA) 47 s 54         | -                                           |
| 13 | Zurich     | Trayvon Bromell (USA) 9 s 94   | Noah Lyles (USA) 19 s 52 (MR)  | Kirani James (GRN) 44 s 26        | Emmanuel Korir (KEN) 1 min 43 s 26 (WL)              | Jakob Ingebrigtsen (NOR) 3 min 29 s 02(WL)             | Nicholas Kipkorir (KEN) 12 min 59 s 05                               | Grant Holloway (USA) 13 s 02         | Alison dos Santos (BRA) 46 s 98         | Soufiane el-Bakkali (MAR) 8 min 7 s 67      |

#### Concours
| #  | Meeting    | Saut en longueur                     | Triple saut                   | Saut en hauteur                     | Saut à la perche                           | Lancer du poids                       | Lancer du disque                          | Lancer du javelot                                 |
| 1  | Doha       | -                                    | -                             | Woo Sang-hyeok (KOR) 2.33 m (WL)    | Armand Duplantis (SWE) 6.02 m              | -                                     | -                                         | Anderson Peters (GRN) 93.07 m (WL) (AR) (NR) (PB) |
| 2  | Birmingham | -                                    | -                             | Django Lovett (CAN) 2.28 (SB)       | -                                          | -                                     | Kristjan Čeh (SVN) 71.27 m (WL) (NR) (PB) | -                                                 |
| 3  | Eugene     | -                                    | -                             |                                     | Armand Duplantis (SWE) 5.91 m              | Ryan Crouser (USA) 23.02 m (WL)       | -                                         | -                                                 |
| 4  | Rabat      | Miltiádis Tedóglou (GRE) 8.27 m      | -                             | -                                   | -                                          | -                                     | Kristjan Čeh (SVN) 69.68 m                | -                                                 |
| 5  | Rome       | -                                    | -                             | JuVaughn Harrison (USA) 2.27 (SB)   | -                                          | Joe Kovacs (USA) 21.85 m              | Kristjan Čeh (SVN) 70.72 m (MR)           | -                                                 |
| 6  | Oslo       | Miltiádis Tedóglou (GRE) 8.10 m      | -                             | -                                   | Armand Duplantis (SWE) 6.02 m (MR) (WL)    | -                                     | -                                         | -                                                 |
| 7  | Paris      | -                                    | Jordan Díaz (CUB) 17.66 m     | -                                   | Ben Broeders (BEL) 5.80 m                  | -                                     | -                                         | -                                                 |
| 8  | Stockholm  | -                                    | -                             | -                                   | Armand Duplantis (SWE) 6.16 m (NR, WL, MR) | -                                     | Kristjan Čeh (SVN) 70.02 m (MR)           | Anderson Peters (GRN) 90.31 m (MR)                |
| 9  | Chorzów    | Miltiádis Tedóglou (GRE) 8,13 m (MR) | Andy Díaz (CUB) 17,53 m       | -                                   | -                                          | -                                     | -                                         | Jakub Vadlejch (CZE) 86,68 m                      |
| 10 | Monaco     | Maykel Massó (CUB) 8,35 m (SB)       | -                             | Mutaz Essa Barshim (QAT) 2,30 m     | -                                          | -                                     | -                                         | -                                                 |
| 11 | Lausanne   | -                                    | Andy Díaz (CUB) 17,67 m       | Andriy Protsenko (UKR) 2,24 m       | -                                          | Joe Kovacs (USA) 22,65 m              | -                                         | Neeraj Chopra (IND) 89,08 m                       |
| 12 | Bruxelles  | -                                    | Lázaro Martínez (CUB) 17,49 m | -                                   | Ernest Obiena (PHI) 5,91 m                 | Joe Kovacs (USA) 22,61 m (MR)         | -                                         | -                                                 |
| 13 | Zurich     | Miltiádis Tedóglou (GRE) 8,42 m      | Andy Díaz (CUB) 17,70 m (PB)  | Gianmarco Tamberi (ITA) 2,34 m (SB) | Armand Duplantis (SWE) 6,07 m (MR)         | Joe Kovacs (USA) 23,23 m (MR, WL, PB) | Kristjan Čeh (SVN) 67,10 m                | Neeraj Chopra (IND) 88,44 m                       |

### Femmes

#### Courses
| #  | Meeting    | 100 m                                          | 200 m                                   | 400 m                               | 800 m/1 000 m                        | 1 500 m/Mile                                    | 3 000/5 000 m                                         | 110 m haies                                  | 400 m haies                        | 3 000 m steeple                            |
| 1  | Doha       | -                                              | Gabrielle Thomas (USA) 21.98 =(MR) (SB) | Marileidy Paulino (DOM) 51.20 (SB)  | -                                    | -                                               | Francine Niyonsaba (BDI) 8:37.70 (3 000 m) (WL)       | Kendra Harrison (USA) 12.43                  | -                                  | -                                          |
| 2  | Birmingham | Dina Asher-Smith (GBR) 11.11                   | -                                       | -                                   | Keely Hodgkinson (GBR) 1:58.63       | Laura Muir (GBR) 4:02.81                        | Dawit Seyaum (ETH) 14:47.55 (WL) (MR)                 | -                                            | Dalilah Muhammad (USA) 54.54       | -                                          |
| 3  | Eugene     | Elaine Thompson-Herah (JAM) 10.79 (SB)         |                                         | -                                   | Keely Hodgkinson (GBR) 1:57.72 (WL)  | Faith Kipyegon (KEN) 3:52.59 (WL) (MR)          |                                                       |                                              | -                                  | Norah Jeruto (KAZ) 8:57.97 (WL)            |
| 4  | Rabat      | Elaine Thompson-Herah (JAM) 10.83 (MR)         | -                                       | Marileidy Paulino (DOM) 50.10       | -                                    | Hirut Meshesha (ETH) 3:57.30 (PB)               | Mercy Cherono (KEN) 8:40.29 (3000 m)                  | -                                            | -                                  | -                                          |
| 5  | Rome       | -                                              | Shericka Jackson (JAM) 21.91 (MR) (SB)  | -                                   | Athing Mu (USA) 1:57.01 (WL)         | Hirut Meshesha (ETH) 4:03.79                    | -                                                     | Jasmine Camacho-Quinn (PUR) 12.37 (MR) (WL)  | Femke Bol (NED) 53.03 (SB)         | -                                          |
| 6  | Oslo       | -                                              | Ida Karstoft (DEN) 22.73 (NR) (PB)      | -                                   | Keely Hodgkinson (GBR) 1:57.71 (SB)  | -                                               | Dawit Seyaum (ETH) 14:25.84 (PB)                      | -                                            | Femke Bol (NED) 52.61 (MR) (SB)    | -                                          |
| 7  | Paris      | Shelly-Ann Fraser-Pryce (JAM) 10.67 (=WL) (MR) | -                                       | Shaunae Miller-Uibo (BAH) 50.10     | -                                    | -                                               | -                                                     | Tobi Amusan (NGA) 12.41 (AR) (PB)            | -                                  | Winfred Yavi (BHR) 8:56.55 (WL) (PB)       |
| 8  | Stockholm  | -                                              | Dina Asher-Smith (GBR) 22.37            | -                                   | Mary Moraa (KEN) 1:57.68             | -                                               | -                                                     | Jasmine Camacho-Quinn (PUR) 12.46            | Femke Bol (NED) 52.27 (MR, SB)     | Daisy Jepkemei (KAZ) 9:15.77 (SB)          |
| 9  | Chorzów    | Shelly-Ann Fraser-Pryce (JAM) 10 s 66 (WL, MR) | Shericka Jackson (JAM) 21 s 84 (MR)     | Femke Bol (NED) 49 s 75 (MR, NR)    | Ajeé Wilson (USA) 1 min 58 s 28 (MR) | Diribe Welteji (ETH) 3 min 56 s 91 (MR, PB)     | Sifan Hassan (NED) 8 min 39 s 27 (3 000 m)            | -                                            | -                                  | -                                          |
| 10 | Monaco     | Shelly-Ann Fraser-Pryce (JAM) 10 s 62 (WL, MR) | -                                       | Shaunae Miller-Uibo (BAH) 49 s 28   | -                                    | Faith Kipyegon (KEN) 3 min 50 s 37 (NR, WL, PB) | -                                                     | -                                            | Rushell Clayton (JAM) 53 s 33 (PB) | Werkuha Getachew (ETH) 9 min 6 s 19        |
| 11 | Lausanne   | Aleia Hobbs (USA) 10 s 87                      | -                                       | Marileidy Paulino (DOM) 49 s 87     | -                                    | -                                               | Francine Niyonsaba (BDI) 8 min 26 s 80 (3 000 m) (MR) | Jasmine Camacho-Quinn (PUR) 12 s 34 (MR)     | Femke Bol (NED) 52 s 95 (MR)       | -                                          |
| 12 | Bruxelles  | Shericka Jackson (JAM) 10 s 73                 | -                                       | Fiordaliza Cofil (DOM) 49 s 80 (PB) | -                                    | Ciara Mageean (IRL) 3 min 56 s 63 (NR, PB)      | -                                                     | Jasmine Camacho-Quinn (PUR) 12 s 27 (MR, SB) | -                                  | Jackline Chepkoech (KEN) 9 min 2 s 43 (PB) |
| 13 | Zurich     | Shelly-Ann Fraser-Pryce (JAM) 10 s 65 (MR)     | Shericka Jackson (JAM) 21 s 80          | Marileidy Paulino (DOM) 48 s 99     | Mary Moraa (KEN) 1 min 57 s 63       | Faith Kipyegon (KEN) 4 min 0 s 44               | Beatrice Chebet (KEN) 14 min 31 s 03                  | Tobi Amusan (NGA) 12 s 29 (MR)               | Femke Bol (NED) 53 s 03            | Werkuha Getachew (ETH) 9 min 3 s 57        |

#### Concours
| #  | Meeting    | Saut en longueur                        | Triple saut                     | Saut en hauteur                               | Saut à la perche               | Lancer du poids                | Lancer du disque                  | Lancer du javelot                      |
| 1  | Doha       | -                                       | Shanieka Ricketts (JAM) 14.82 m | -                                             | -                              | Chase Ealey (USA) 19.51 m (SB) | -                                 | -                                      |
| 2  | Birmingham | Malaika Mihambo (GER) 7.09 m (WL) (MR)  | -                               | -                                             | Sandi Morris (USA) 4.73 m (WL) | -                              | Valarie Allman (USA) 67.85 m      | -                                      |
| 3  | Eugene     | Khaddi Sagnia (SWE) 6.95 m (PB)         | -                               | Yaroslava Mahuchikh (UKR) 2.00 m (WL)         | -                              | -                              | Valarie Allman (USA) 68.35 m      | -                                      |
| 4  | Rabat      | -                                       | Thea LaFond (DMA) 14.46 m       | Yaroslava Mahuchikh (UKR) 1.96 m              | Sandi Morris (USA) 4.65 m      | -                              | -                                 | -                                      |
| 5  | Rome       | Maryna Bekh-Romanchuk (UKR) 6.85 m (SB) | -                               | -                                             | Sandi Morris (USA) 4.81 m (WL) | -                              | -                                 | -                                      |
| 6  | Oslo       | -                                       | -                               | -                                             | -                              | Chase Ealey (USA) 20.13 m (PB) | Sandra Perković (CRO) 66.82 m     | -                                      |
| 7  | Paris      | -                                       | -                               | Yaroslava Mahuchikh (UKR) 2.01 m (WL)         | -                              | -                              | Valarie Allman (USA) 68.68 m (MR) | Haruka Kitaguchi (JPN) 63.13 m         |
| 8  | Stockholm  | Lorraine Ugen (GBR) 6.81 m (SB)         | -                               | Eleanor Patterson (AUS) 1.96 m (SB)           | -                              | Chase Ealey (USA) 20.48 m      | -                                 | -                                      |
| 9  | Chorzów    | -                                       | -                               | Safina Sadullayeva (UZB) 1,92 m               | -                              | Chase Ealey (USA) 20,38 m (MR) | -                                 | Haruka Kitaguchi (JPN) 65,10 m         |
| 10 | Monaco     | -                                       | Yulimar Rojas (VEN) 15,01 m     | -                                             | Nina Kennedy (AUS) 4,66 m      | -                              | -                                 | Kelsey-Lee Barber (AUS) 64,50 m        |
| 11 | Lausanne   | -                                       | Yulimar Rojas (VEN) 15,31 m     | -                                             | Tina Šutej (SVN) 4,70 m        | -                              | -                                 | -                                      |
| 12 | Bruxelles  | -                                       | -                               | Yaroslava Mahuchikh (UKR) 2,05 m (NR, MR, WL) | -                              | -                              | -                                 | Kara Winger (USA) 68,11 m (NR, MR, WL) |
| 13 | Zurich     | Ivana Vuleta (SRB) 6,97 m               | Yulimar Rojas (VEN) 15,28 m     | Yaroslava Mahuchikh (UKR) 2,03 m              | Nina Kennedy (AUS) 4,81 m (SB) | Chase Ealey (USA) 20,19 m      | Valarie Allman (USA) 67,77 m      | Kara Winger (USA) 64,98 m              |

## Légende
Records et Performances
- AR : Record continental (area record)
- CR : Record des championnats (championship record)
- MR : Record du meeting (meet record)
- NR : Record national (national record)
- OR : Record olympique (olympic record)
- PR : Record paralympique (paralympic record)
- PB : Record personnel (personal best)
- SB : Meilleure performance personnelle de la saison (season's best)
- WL : Meilleure performance mondiale de l'année (world leader)
- WJR : Record du monde junior (world junior record)
- WR : Record du monde (world record)

Circonstances et Conditions
- DNF : N'a pas terminé (did not finish)
- DNS : N'a pas pris le départ (did not start)
- DQ : Disqualification (disqualification)
- NM : Aucun essai valable enregistré (No Mark)
- Q : Qualifié « directement » au prochain tour (ou à la prochaine compétition), lors d'une compétition majeure, grâce au classement ou à la réalisation des minima (automatic qualifier)
- q : Qualifié au prochain tour (ou à la prochaine compétition), lors d'une compétition majeure, grâce au repêchage ou à la réalisation de l'une des meilleures performances parmi celles des « non qualifiés directement » (grâce au meilleur temps ou à la meilleure distance par exemple) (secondary qualifier)